# نوهردوزی
نوهردوزی (به لاتین: Nohurdüzü) یک منطقه مسکونی در جمهوری آذربایجان است که در شهرستان قوبا واقع شده‌است. نوهردوزی ۴۱ نفر جمعیت دارد.

## ریشه‌واژه
نوهور یا نئور در زبان تاتی قفقاز و ترکی آذربایجانی به‌معنی دریاچه است.